# 上海韓僑

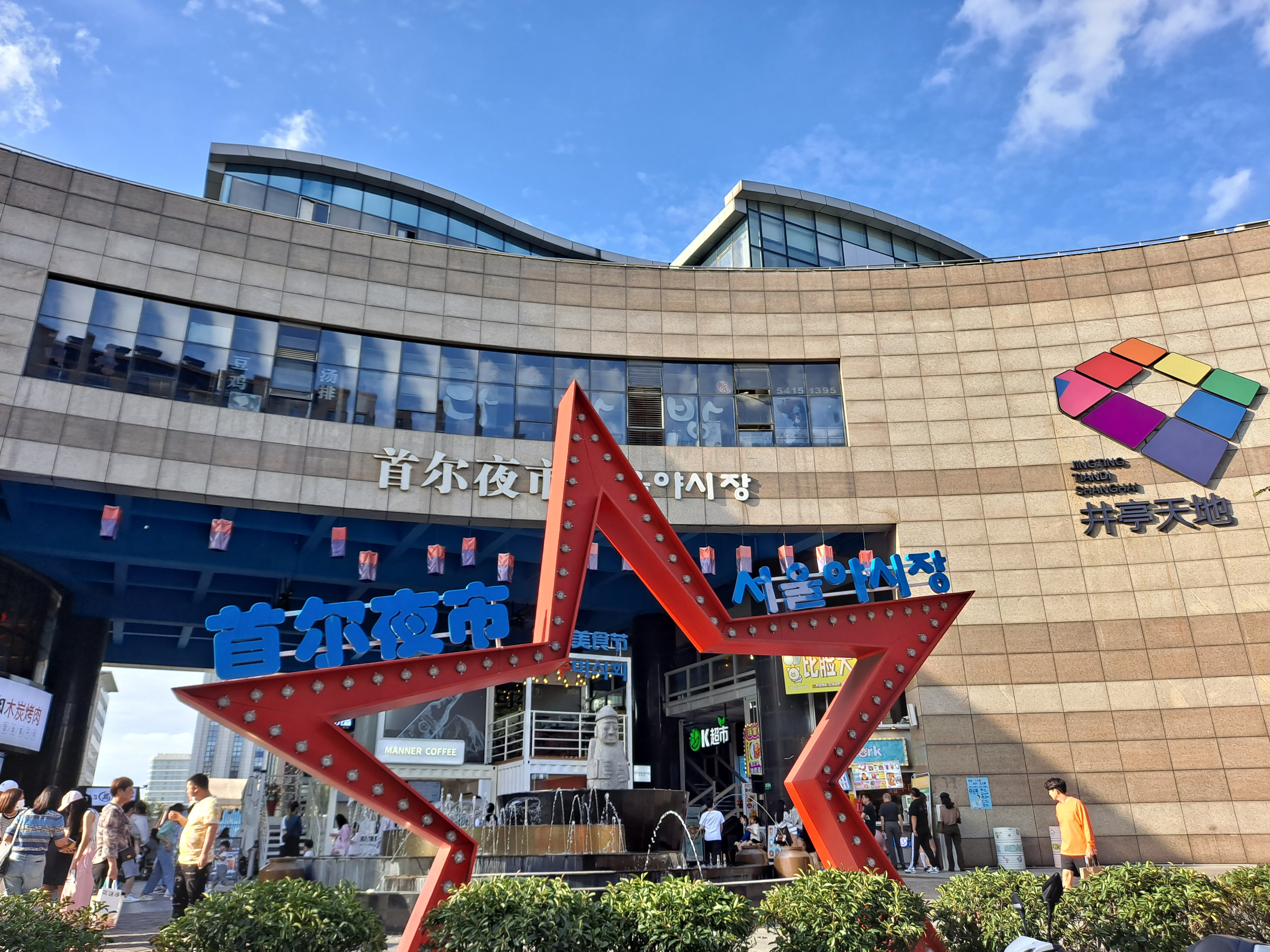
上海韩国街井亭天地生活广场

截止2018年12月，上海有3.2万余民韩国僑民，韩国也是上海第三大外僑團體。1992年中韓建交後在滬韓僑人數增加，多數韩国人來上海是商業原因。
虹橋镇是韓僑集中生活的地方，那里甚至出現一個韓國城，50,000名韩国僑民有30000人生活在當中。

## 歷史
在1919年有400個朝鲜人，在當年秋天有700人生活在上海。他們多是日治朝鲜时期反对日本统治的民族主義者和朝鲜独立运动活动家。1926年至1932年间，大韩民国临时政府在上海的旧址，被称为“韩民族独立运动的圣殿”。是当时上海朝鲜侨民，保留至今的遗迹。
在1982年有462個韓僑生活在上海，在1990年734人，增長了58.9%
在2003年估計有7,500韓僑長期生活在上海，其中2,676人有外國人居留證。
在2008年有23,000個韓僑生活在上海，成為上海第三大外僑團體，上海也成為中韓旅遊中心。